# Johan Westerling
Johan Westerling, född 29 mars 1714 i Nyköping, död 10 november 1789 på Mjölvik, Västra Eneby socken, Östergötlands län, var en svensk militär, tecknare och grafiker.
Ha var son till överinspektören Mårten Westerling och Beata Elisabeth Stamm och gift med Ulrika Enander. Westerling var major vid fortifikationen och fick omkring 1730 grundläggande utbildning i teckning och etsning. Han fortsatte därefter sina studier för Nicolas de Larmessin i Paris 1737 och tillsammans med Augustin Ehrensvärd gjorde han en studieresa till Nederländerna och Belgien. Han bosatte sig 1776 i Västra Eneby där han donerade en egen utförd nummertavla till koret i Västra Eneby kyrka samtidigt donerade hans fru en egenhändigt tillverkad altarduk. Westerling är representerad med etsningar vid Nationalmuseum i Stockholm.